# William F. Donoghue
William F. Donoghue Jr. (* 7. September 1921; † 4. April 2002)  war ein US-amerikanischer Mathematiker, der sich mit Analysis befasste.
Donoghue wurde 1951 bei William Frederick Eberlein an der University of Wisconsin-Madison promoviert (The Bounded Closure of Locally Convex Spaces). Er lehrte und forschte an der University of Kansas (wo er sich 1957 mit  Nachman Aronszajn mit Näherungen für Eigenwerte eingespannter Platten befasste), der Johns Hopkins University, der New York University und der Michigan State University, bevor er 1965 Professor an der University of California, Irvine, wurde.
1958/59 war er als Guggenheim-Stipendiat in Schweden und er war 1972/73 zu einem Sabbatjahr an der Universität Lund und 1962 einige Monate Gastwissenschaftler an der Sorbonne.
Er war mit der Koreanerin Grace Koo verheiratet.

## Schriften
- Distributions and Fourier Transforms, Academic Press 1969
- Monotone matrix functions and analytic continuation, Grundlehren der mathematischen Wissenschaften 207, Springer 1974